# تريفور لورنس
تريفور لورنس (بالإنجليزية: Trevor Laurence)‏ هو لاعب هوكي الحقل نيوزيلندي، ولد في 11 يونيو 1952، وتوفي في 31 مارس 2015.

## وصلات خارجية
- تريفور لورنس على موقع أوليمبيديا (الإنجليزية)